# Cipolletti
Cipolletti ist eine Stadt im Westen der Provinz Rio Negro im südwestlichen Argentinien mit rund 87.000 Einwohnern (2010). Die Stadt liegt an der Kreuzung der Nationalstraßen 22 und 151. Zusammen mit der Hauptstadt der Provinz Neuquén und Plottier bildet Cipolletti die Agglomeration Neuquén – Plottier – Cipolletti.

## Geographie

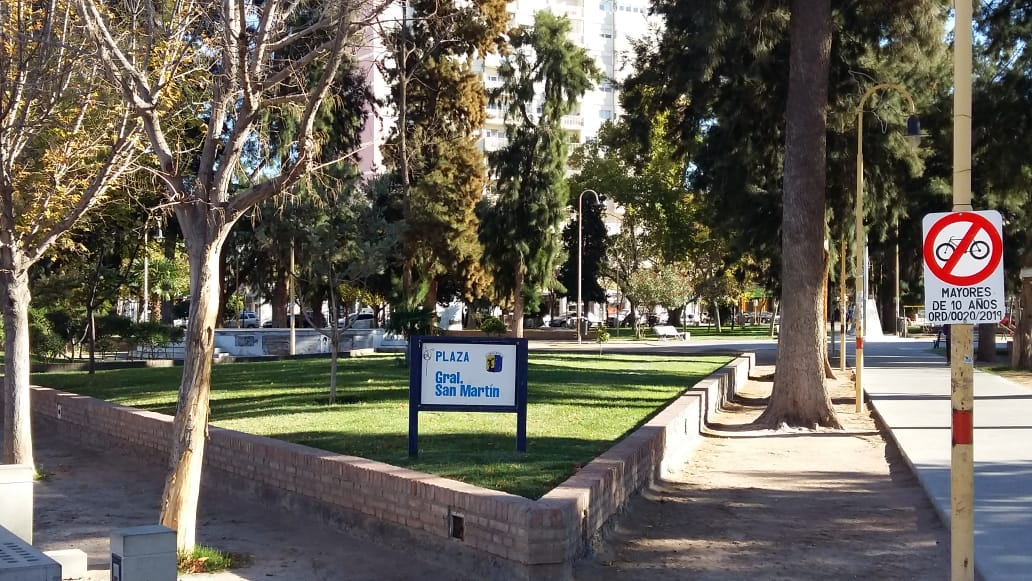
Plaza San Martín im Zentrum

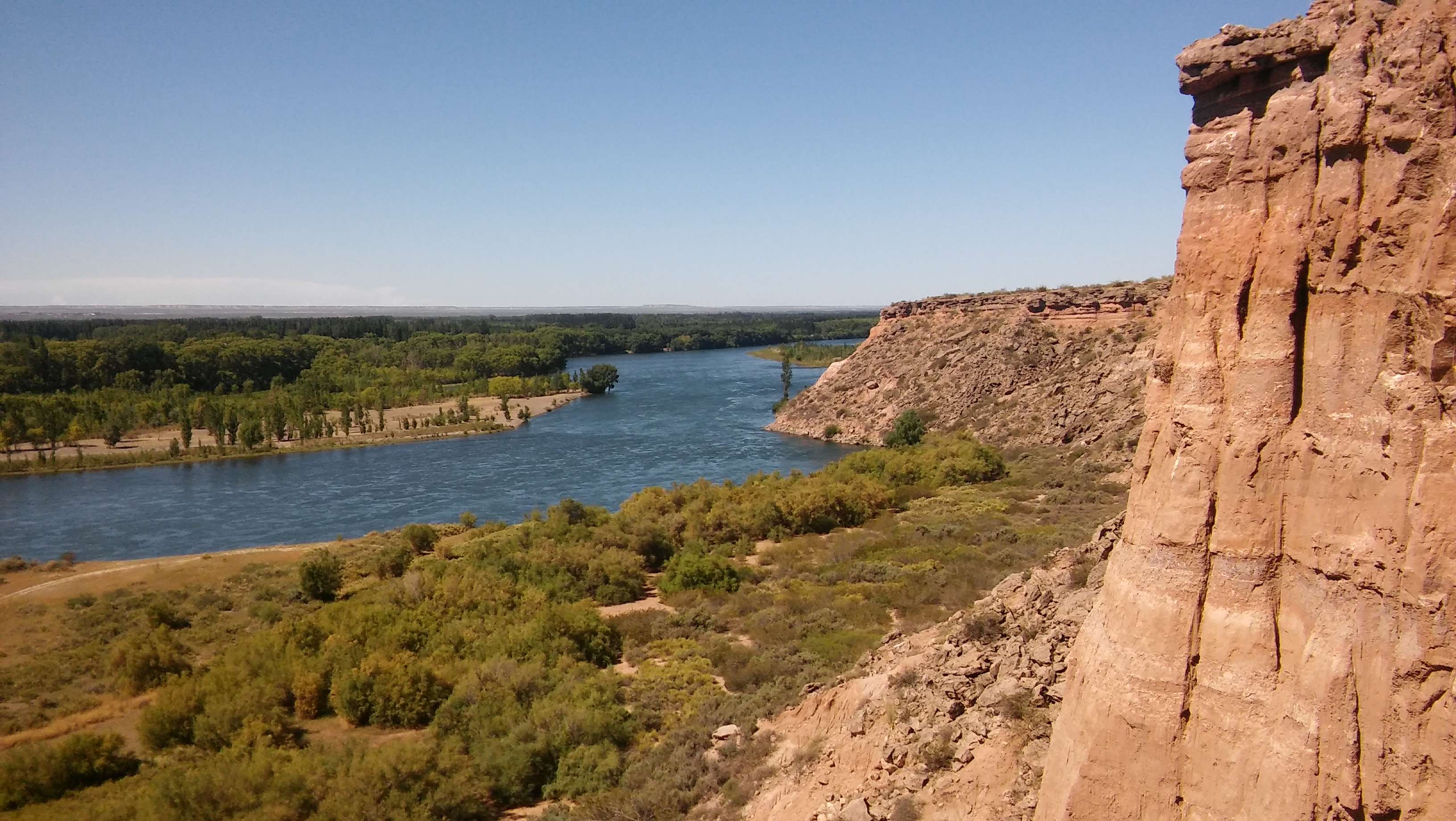
Margen Sur

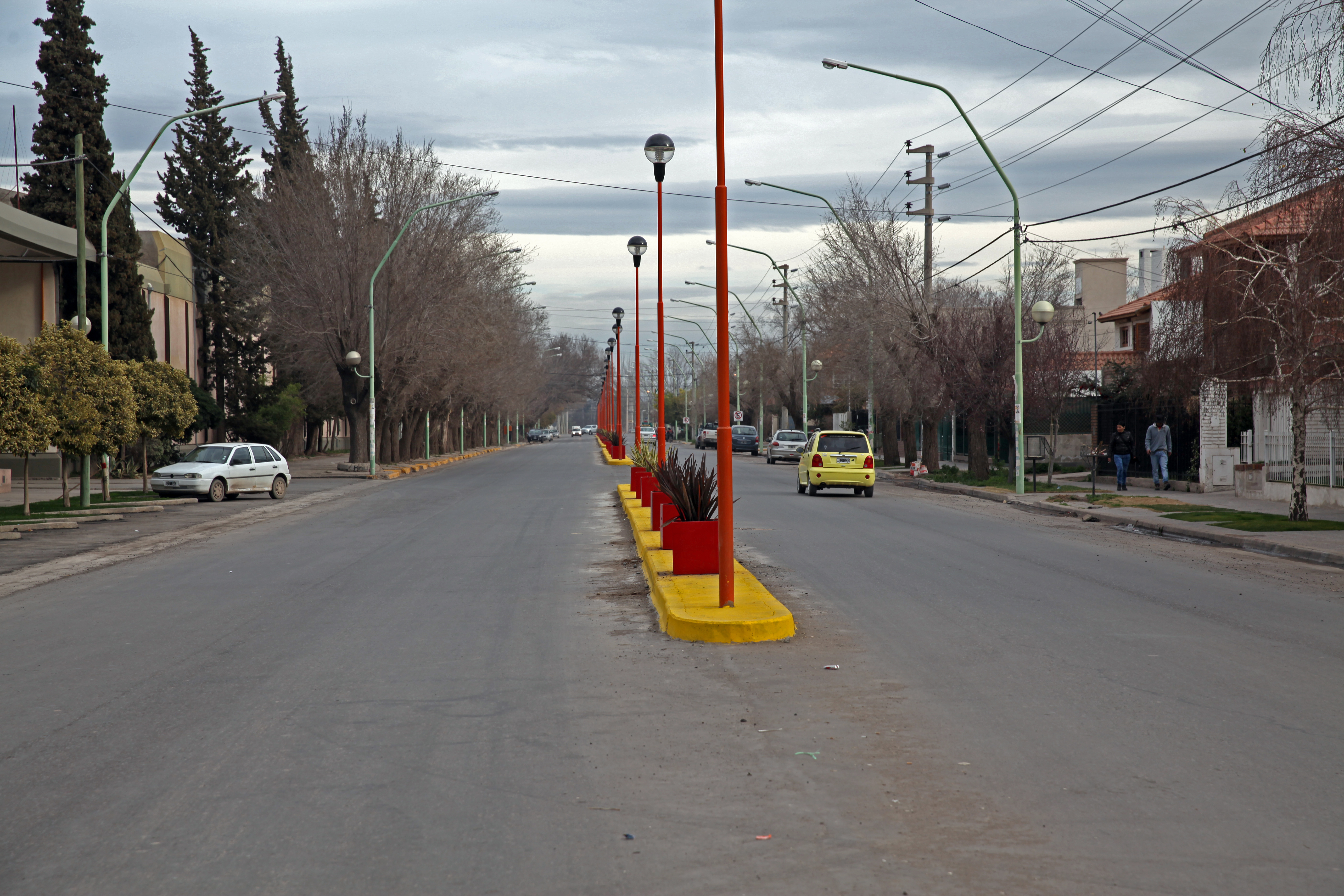
Stadtteil im Süden der Stadt

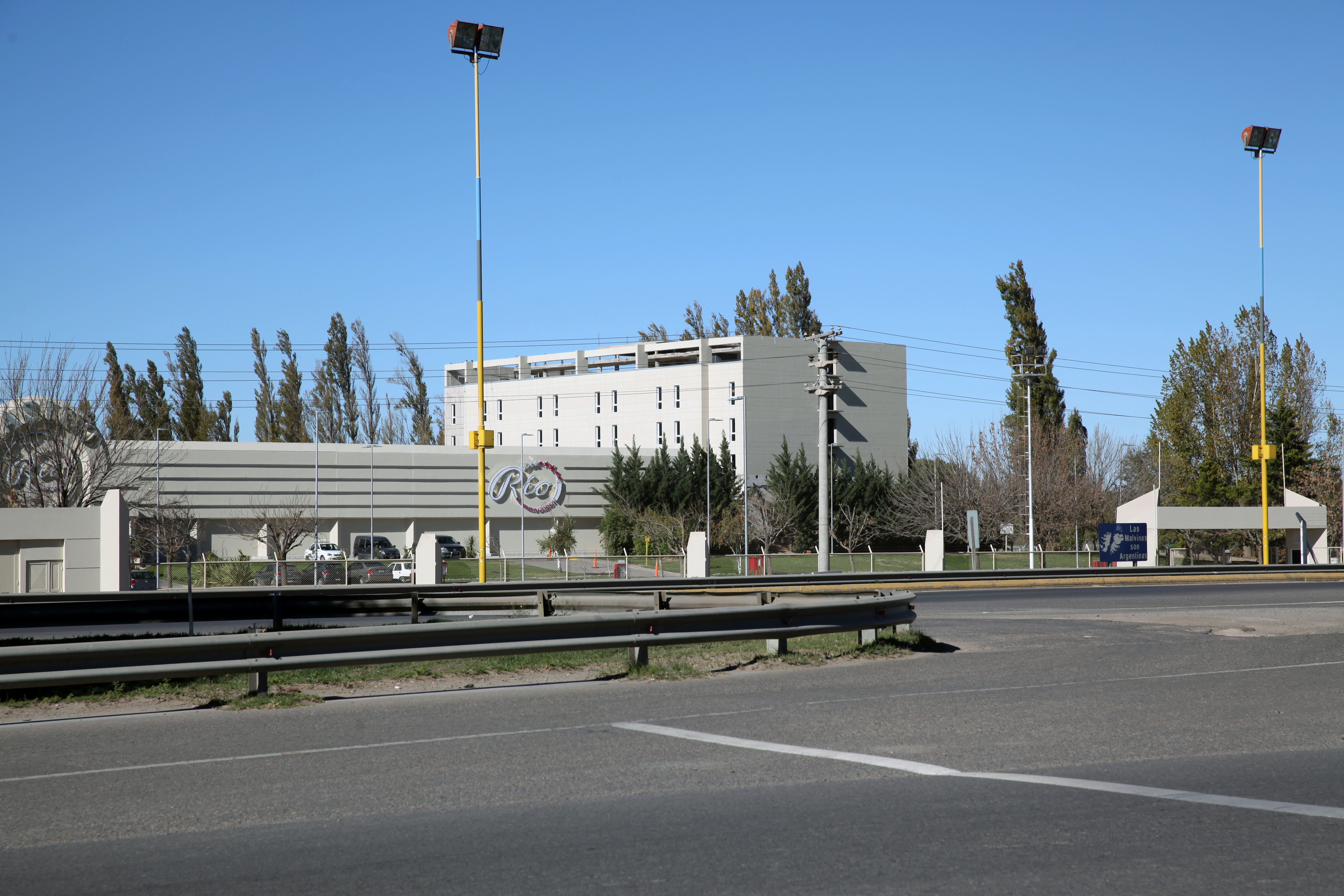
Casino

Cipolletti liegt am Beginn des Tals des Río Negro, des wasserreichsten Flusses Nordpatagoniens. Südlich des Zentrums liegt der Zusammenfluss von Río Limay und Río Neuquén, die somit den Río Negro bilden.
Der zentrale Teil und der Norden des Stadtgebiets gehören zum Departamento General Roca. Ein weit größeres Gebiet im Süden, die Margen Sur, gehört zum Departamento El Cuy. Die Grenze zwischen beiden Departamentos bildet der Río Negro. Die Margen Sur ist abgesehen vom Stadtteil Las Perlas, der direkt südlich von Neuquén liegt und mit dieser Stadt über eine Brücke verbunden ist, dünn besiedelt.

## Etymologie
Cipolletti ist nach dem italienischen Ingenieur César Cipolletti benannt, der ab 1899 die Wasserressourcen der Gegend untersuchte. Seine Arbeiten führten zum Bau der die Region prägenden Bewässerungsanlagen.

## Geschichte
Südwestlich des heutigen Cipolletti lag vor der Stadtgründung ein Furt, über das der Río Neuquén einfach überquert werden konnte. Ab den 1870er Jahren wurde durch die Wüstenkampagne des Generals Julio Argentino Roca die originäre Mapuche-Bevölkerung vertrieben, das Gebiet befestigt sowie erste einfache Bewässerungsanlagen errichtet. 1881 gründete der General Lorenzo Vintter das Fort Confluencia. 1886 kaufte der Oberst Manuel Fernández Oro ein großes Grundstück, welches das heutige Stadtgebiet einschloss; es entwickelte sich eine Siedlung. 1899 wurde der Ort ans Bahnnetz angeschlossen.
Als Gründungsdatum gilt der 3. Oktober 1903, als auf einer Veranstaltung auf Initiative von Fernández Oro offiziell die ersten Grundstücke verkauft wurden. Die Stadt hieß zunächst Colonia Lucinda, 1909 wurde sie in Cipolletti nach dem lokalen Bahnhof umbenannt. 1916 verbesserte der Bau des Stausees Ballester die Bewässerungsinfrastruktur erheblich, so dass in großem Stil ab 1920 Obst angebaut werden konnte. Cipolletti entwickelte sich zum Zentrum der Lagerung und Verpackung der Erzeugnisse. Ab den 1940er Jahren entstanden Genossenschaften, die eine Ausweitung und Professionalisierung dieser Tätigkeiten zur Folge hatten; auch Apfelschaumwein (sidra) wurden ab dieser Zeit in der Stadt produziert.
1969 kam es während der Diktatur des Generals Juan Carlos Onganía zu Protesten anlässlich der Entlassung des Bürgermeisters durch die De-Facto-Regierung, die als Cipolletazo bekannt wurden und zur Rücknahme der Entlassung führten.

## Bevölkerung
Gemäß der Volkszählungen des INDEC stieg die Einwohnerzahl von 68.348 Einwohnern (1991) auf 75.078 Einwohner im Jahre 2001 und 87.492 im Jahre 2010.

## Bildung

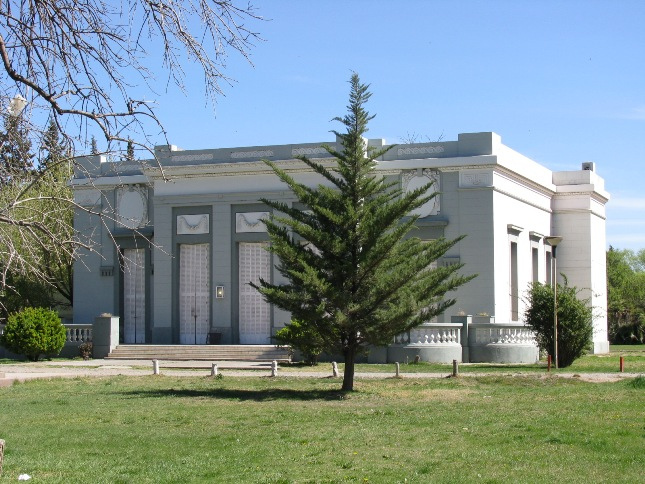
Gebäude der UNCo

In Cipolletti befinden sich Fakultäten der Universidad Nacional del Comahue (UNCo). Dazu kommen einige Einrichtungen der Universidad Nacional de Río Negro (UNRN).

## Wirtschaft und Infrastruktur
Cipolletti ist eines der Dienstleistungszentren für das landwirtschaftlich intensiv genutzte obere Tal des Río Negro (Alto Valle del Río Negro), in dem der Obst- und Gemüseanbau dominiert. Im Osten der Stadt gibt es einen Industriepark (Parque Industrial Cipolletti), ein weiteres Industriegebiet befindet sich südlich des Zentrums nahe der Nationalstraße 22.
Ins benachbarte Neuquén führen insgesamt vier Straßenbrücken, drei davon über den Río Neuquén. Über zwei davon führt die Hauptverkehrsstraße General Enrique Mosconi, die die Zentren beider Städte verbindet. Die Nationalstraße 22 führt über eine weitere Brücke in den Norden von Neuquén und nimmt dort den Charakter einer Umgehungsstraße an. Eine Brücke über den Río Limay verbindet den Stadtteil Las Perlas mit Neuquén. Schließlich verbindet eine Brücke über den Río Negro den zentralen Teil von Cipolletti mit der Margen Sur sowie Las Perlas.
Die Bahnstrecke zwischen Buenos Aires und Zapala führt durch Cipolletti. Zwischen dem Hauptbahnhof der Stadt, Neuquén und Plottier verkehrt ein Nahverkehrszug, der Tren del Valle; ansonsten wird sie nur vom Güterverkehr genutzt. Eine weitere Bahnstrecke führt parallel zum Río Neuquén über Cinco Saltos nach Barda del Medio.
Der Busbahnhof liegt im Süden der Stadt an der Avenida General Pacheco. Lokalbusse verbinden Cipolletti mit Neuquén sowie mit den anderen Städten des Alto Valle, besonders General Roca und Cinco Saltos.

## Persönlichkeiten
- Matías Urbano (* 1981), Fußballspieler